# Pandiaka angustifolia
Pandiaka angustifolia är en amarantväxtart som först beskrevs av Vahl, och fick sitt nu gällande namn av Frank Nigel Hepper. Pandiaka angustifolia ingår i släktet Pandiaka och familjen amarantväxter. Inga underarter finns listade i Catalogue of Life.